# Yoasobi
Yoasobi (ヨアソビ?) (estilizado como YOASOBI) es un dúo japonés de música J-pop. Está compuesto del productor de música vocaloid Ayase y la vocalista Lilas Ikuta que utiliza el nombre artístico Ikura. El grupo ha lanzado seis videoclips, cada uno de ellos basados en historias breves publicadas en Monogatary, un sitio web operado por Sony Music Japan.

## Historia
Ambos miembros de Yoasobi han tenido carreras musicales activas antes de la formación del grupo. Ayase ganó seguidores en la plataforma web de alojamiento de videos Niconico desde su primera subida el 24 de diciembre de 2018, la canción Sentensei Assault Girl (先天性アサルトガール Senten-sei asaruto gāru?). El 23 de noviembre de 2019, lanzó un EP, Yūrei Tōkyō (幽霊東京?),  que alcanzó el tercer puesto en la lista de álbumes de iTunes. Rira Ikuta (幾田りら Ikuta Rira?), más conocida por su nombre artístico Ikura, lanzó 2 EPs, Rerise en 2017 y Jukebox en 2019.
La primera canción lanzada por el dúo es «Yoru ni Kakeru» (夜に駆ける?), basada en la historia breve de Mayo Hoshino «Thanatos no Yūwaku» alojada en Monogatary. El video musical de «Yoru ni Kakeru» se lanzó el 16 de noviembre de 2019, donde superó las 10 millones de visitas en 5 meses en YouTube. La canción también se hizo popular en la aplicación de videos cortos TikTok. Posteriormente se lanzó como un sencillo el 15 de diciembre de 2019, donde encabezó las listas de Spotify y Line Music. Más de 5 meses después de su lanzamiento, el sencillo encabezó la lista Billboard Japan Hot 100 el 1 de junio de 2020.
Después del éxito de su primer lanzamiento, el 18 de enero de 2020, Yoasobi lanzó su segundo sencillo, «Ano Yume o Nazotte» (あの夢をなぞって), basada en la historia breve de Sōta Ishiki «Yume no Shizuku to Hoshi no Hana». El 20 de abril de 2020, Yoasobi lanzó un teaser para su tercer sencillo, «Halzion» (ハルジオン) que está basada en la historia breve de Shunki Hashizume «Soredemo, Happy End». «Halzion» marcó la primera vez en el que Yoasobi colaboró con un novelista profesional, mientras que en los dos primeros lanzamientos, han sido escritores amateur. El sencillo fue inicialmente lanzado como un proyecto promocional por la empresa Suntory para publicitar su nueva bebida energética Zone. El sencillo se lanzó de manera oficial el 11 de mayo de 2020.
El 31 de diciembre de 2020, debutaron en 71st NHK Kōhaku Uta Gassen, que además es su primera presentación en vivo.

## Discografía

### Extended plays
| Título           | Detalles | Posicionamiento en listas | Posicionamiento en listas | Ventas | Certificaciones |
| Título           | Detalles | JPN                       | JPN Hot                   | Ventas | Certificaciones |
| ---------------- | --- | ------------------------- | ------------------------- | ------ | --------------- |
| The Book         | - Lanzamiento: 6 de enero de 2021 - Discográfica: Sony Music Entertainment Japan - Formatos: CD, descarga digital, streaming      | TBA                       | TBA                       | TBA    | TBA             |
| E-Side           | - Lanzamiento: 12 de noviembre de 2021 - Discográfica: Sony Music Entertainment Japan - Formatos: descarga digital, streaming     | TBA                       | TBA                       | TBA    | TBA             |
| The Book 2       | - Lanzamiento: 1 de diciembre de 2021 - Discográfica: Sony Music Entertainment Japan - Formatos: CD, descarga digital, streaming  | TBA                       | TBA                       | TBA    | TBA             |
| E-Side 2         | - Lanzamiento: 18 de noviembre de 2022 - Discográfica: Sony Music Entertainment Japan - Formatos: CD, descarga digital, streaming | TBA                       | TBA                       | TBA    | TBA             |
| Hajimete no – EP | - Lanzamiento: 10 de mayo de 2023 - Discográfica: Sony Music Entertainment Japan - Formatos: CD, descarga digital, streaming      | TBA                       | TBA                       | TBA    | TBA             |
| The Book 3       | - Lanzamiento: 4 de octubre de 2023 - Discográfica: Sony Music Entertainment Japan - Formatos: CD, descarga digital, streaming    | TBA                       | TBA                       | TBA    | TBA             |

### Sencillos
| Título                                   | Año  | Material fuente | Posicionamiento en listas | Certificaciones                                    | Álbum      |
| Título                                   | Año  | Material fuente | JPN Hot                   | Certificaciones                                    | Álbum      |
| ---------------------------------------- | ---- | --- | ------------------------- | -------------------------------------------------- | ---------- |
| «Yoru ni Kakeru» (夜に駆ける?)           | 2019 | Hoshino, Mayo (2019). Thanatos no Yūwaku (タナトスの誘惑Thanatos no Yūwaku?).                                                            | 1                         | - RIAJ (descarga): Oro - RIAJ (streaming): Platino | The Book   |
| «Ano Yume o Nazotte» (あの夢をなぞって?) | 2020 | Ishiki, Sōta (2019). Yume no Shizuku to Hoshi no Hana (夢の雫と星の花Yume no Shizuku to Hoshi no Hana?).                                 | 32                        | N/A                                                | The Book   |
| «Halzion» (ハルジオン?)                  | 2020 | Hashizume, Shunki (2020). Soredemo, Happy End (それでも、ハッピーエンドSoredemo, Happy End?).                                            | 10                        | - RIAJ (streaming): Plata                          | The Book   |
| «Tabun» (たぶん?)                        | 2020 | Shinano (2020). Tabun (たぶんTabun?). | 15                        | * RIAJ: Plata (st.)                                | The Book   |
| «Gunjou» (群青?)                         | 2020 | Yamaguchi, Tsubasa (2020). Blue Period.                                                                                                  | 8                         | * RIAJ: Plata (st.)                                | The Book   |
| «Haruka» (ハルカ?)                       | 2020 | Suzuki, Osamu (2020). Tsuki Ōji (月王子Tsuki Ōji?).                                                                                      | 20                        | TBA                                                | The Book   |
| «Encore» (アンコール Ankōru?)            | 2021 | Minakami, Kamina (2020). Sekai no Owari to, Sayonara no Uta (世界の終わりと、さよならのうたSekai no Owari to, Sayonara no Uta?).         | 8                         | TBA                                                | The Book   |
| «Kaibutsu» (怪物?)                       | 2021 | Itagaki, Paru. Jibun no Mune ni Jibun no Mimi o Oshi Atete (自分の胸に自分の耳を押し当ててJibun no Mune ni Jibun no Mimi o Oshi Atete?). | 2                         | TBA                                                | The Book 2 |
| «Yasashii Suisei» (優しい彗星?)          | 2021 | | 14                        |                                                    | The Book 2 |
| «Mō Sukoshi Dake» (もう少しだけ?)        | 2021 | | 4                         |                                                    | The Book 2 |
| «Sangenshoku» (三原色?)                  | 2021 | | 3                         |                                                    | The Book 2 |
| «Loveletter» (ラブレター?)               | 2021 | | 3                         |                                                    | The Book 2 |
| «Taishō Roman» (大正浪漫?)               | 2021 | | 5                         |                                                    | The Book 2 |
| «Mr.» (ミスター?)                        | 2022 | | 19                        |                                                    | The Book 3 |
| «Suki da» (好きだ?)                      | 2022 | | 23                        |                                                    | The Book 3 |
| «Shukufuku» (祝福?)                      | 2022 | | 3                         |                                                    | The Book 3 |
| «Umi no Manimani» (海のまにまに?)        | 2022 | | —                         |                                                    | The Book 3 |
| «Adventure» (アドベンチャー?)            | 2023 | | 48                        |                                                    | The Book 3 |
| «Seventeen» (セブンティーン?)            | 2023 | | 32                        |                                                    | The Book 3 |
| «Idol» (アイドル?)                       | 2023 | | 1                         |                                                    | The Book 3 |
| «Yūsha» (勇者?)                          | 2023 | |                           |                                                    | The Book 3 |
| «Biri-Biri» (ビリビリ?)                  | 2023 | |                           |                                                    |            |
| «Heart Beat»                             | 2023 | |                           |                                                    |            |

## Premios y nominaciones
| Año  | Ceremonia                    | Premio          | Obra nominada    | Resultado |
| ---- | ---------------------------- | --------------- | ---------------- | --------- |
| 2020 | MTV Video Music Awards Japan | Canción del año | «Yoru ni Kakeru» | Ganador   |
| 2020 | Billboard Japan Music Awards | Hot 100 del año | «Yoru ni Kakeru» | Ganador   |